# William Bray (historien)
Pour les articles homonymes, voir William Bray et Bray.
William Bray FSA (1736–1832) est un antiquaire anglais, surtout connu comme co-auteur d'une histoire du comté de Surrey.

## Biographie
Bray est le quatrième et plus jeune fils d'Edward Bray de Shere à Surrey, qui épouse Ann, fille du révérend George Duncomb. À l'âge de dix ans, il entre à Rugby School. À sa sortie de l'école, il est placé auprès d'un avocat, M. Martyr, à Guildford, mais peu de temps après, il obtient un poste au sein du Board of Green Cloth, qu'il occupe pendant près de cinquante ans et est alors retraité.
À la mort de son frère aîné, le Rév. George Bray, le 1er mars 1803, il hérite des domaines familiaux de Shere et Gomshall. Sa position dans le comté et sa formation juridique l'amènent à être associé à de nombreuses fiducies caritatives et civiles du Surrey. Il meurt à Shere le 21 décembre 1832, âgé de 96 ans, et un monument mural est érigé à sa mémoire dans son église.

## Travaux
Bray est élu membre de la Society of Antiquaries en 1771, devient le trésorier de la société en 1803 et contribue fréquemment à sa revue, Archaeologia. Sa première publication est le "Sketch of a Tour into Derbyshire and Yorkshire". Publiée à l'origine de manière anonyme en 1777, la deuxième édition parait avec le nom de l'auteur en 1783, et elle est par la suite fréquemment réimprimée et est incluse dans les Voyages de John Pinkerton. Son travail suivant, qui est imprimé en privé, est Collections relatives à Henry Smith, autrefois conseiller municipal de Londres.
Lorsque Owen Manning, qui a commencé une histoire du comté de Surrey, meurt en 1801, Bray entreprend de terminer les travaux et visite toutes les paroisses et églises à l'intérieur des frontières du comté. Le premier volume de The History and Antiquities of the County of Surrey est publié en 1804, le deuxième en 1809 et le troisième en 1814. Le dernier travail littéraire de Bray est l'impression et l'édition des Mémoires de la vie et des écrits de John Evelyn, comprenant son Journal, publié pour la première fois en 1818 en deux volumes , paru en 1827 en cinq volumes ; il a souvent été réédité.
Un journal conservé de 1755 par Bray, alors âgé de 18 ans, contient l'entrée : "Après le dîner, je suis allé chez Miss Seale pour jouer au Base Ball, avec elle, les 3 Miss Whiteheads, Miss Billinghurst, Miss Molly Flutter, M. Chandler, M. Ford, H. Parsons & Jolly. J'ai bu du thé et je suis resté jusqu'à 20h." . Les historiens du baseball considèrent que c'est l'une des premières références documentées au sport  bien que les règles du jeu spécifique référencé par Bray soient inconnues.

## Famille
En 1758, il épouse Mary, fille de Henry Stephens de Wipley, à Worplesdon, décédée le 14 décembre 1796, âgée de 62 ans, après avoir eu de nombreux enfants. Seuls trois, un fils et deux filles, ont vécu jusqu'à l'âge adulte, et le fils est décédé avant son père.